# Woodsia pseudoilvensis
Woodsia pseudoilvensis är en hällebräkenväxtart som beskrevs av Tag. Woodsia pseudoilvensis ingår i släktet Woodsia och familjen Woodsiaceae. Inga underarter finns listade.